# Décembre 1987

## Événements
- Mexique : programme de stabilisation contre l'inflation : réduction drastique des déficits publics, détermination d’objectifs en matière de prix et de salaires et fixation de cibles pour le taux de change—successivement un taux fixe vis-à-vis du dollar, puis du change rampant (janvier 1989) dans un « serpent » (décembre 1991).
- 2 - 4 décembre : première rencontre entre le prince Norodom Sihanouk et Hun Sen, premier ministre pro-vietnamien  du Cambodge à Fère-en-Tardenois en France[1].
  - Des négociations sont menées entre toutes les parties concernées pour tenter de trouver une solution politique au conflit cambodgien.
  - La retraite médiatique du dictateur Pol Pot est organisée par Khieu Samphân afin de calmer les « esprits malveillants, ennemis de la révolution khmère ». Il confie le commandement des forces armées khmères au colonel Ta Mok qui a fait dans le passé exterminer des milliers de cambodgiens dont de nombreuses femmes et des enfants. Il confirme à la direction du camp de réfugiés de Ta Luan l'administrateur Lok Wan accusé par les organisations humanitaires de très nombreux crimes contre l'humanité.
- 4-5 décembre :
  - Première édition du Téléthon en France
  - Sommet de la CEE à Copenhague sur le budget européen ou « plan Delors ». Les douze membres se séparèrent sans accords[2]
- 7 - 10 décembre : première visite aux États-Unis de Gorbatchev.
- 8 décembre : 
  - Sommet de Washington. Accord INF[3] sur les Euromissiles (Intermediate-Range Nuclear Forces Treaty). L'URSS, qui dispose en Europe d’un stock de missiles beaucoup plus important que l'OTAN, fait davantage de concessions (ne porte que sur 4 % [autre source de 15 %] de l'armement nucléaire).
  - Ratu Sir Penaia Ganilau est élu premier président des Fidji.
- 9 décembre : première Intifada. Un camion israélien percute un taxi palestinien dans la bande de Gaza et fait quatre morts. La rumeur se répand qu’il s’agit d’un attentat perpétré par des colons israéliens. Des émeutes populaires éclatent les jours suivants et se propagent à la Jordanie. C’est le début de l’Intifada (« guerre des pierres »). Frustrés de voir que le sommet de la Ligue arabe réunit à Amman ne s’est pas préoccupé de leur sort, les jeunes palestiniens des territoires occupés lancent des pierres contre l’occupant israélien qui réplique avec une violence jugée parfois excessive.
- 16 décembre : élection du réformiste Roh Tae-woo comme président de la Corée du Sud (37 % des voix).
  - Crise sociale en Corée du Sud déclenchée par la mort d’un étudiant au cours d’un interrogatoire de police. Le général Chun Doo-hwan est contraint d’abandonner le pouvoir. Pour répondre aux manifestations de masse, son successeur Roh Tae-woo promet des réformes. La nouvelle Constitution, approuvée à 93 % des voix lors d’un référendum national, entre en vigueur en février 1988, marquant le début de la VIe République. Le nouveau président tient ses promesses et libéralise le régime.
- 17 décembre : Gustáv Husák démissionne de son poste de secrétaire général du Parti communiste tchécoslovaque, mais reste président. Il est remplacé à la direction du Parti par un autre communiste orthodoxe, Miloš Jakeš.
- 22 décembre : la résolution 605 du Conseil de sécurité, adopté grâce à l'abstention américaine, déplore « les politiques et pratiques d’Israël qui violent les droits du peuple palestinien dans les territoires occupés »[4].
- 29 décembre : adoption d'un code des investissements étrangers au Viêt Nam[5].

## Naissances
- 2 décembre : 
  - Luis Manuel Otero Alcántara, activiste cubain.
  - Thomas Essomba, boxeur camerounais.
- 3 décembre : Michael Angarano, acteur américain.
- 7 décembre : Aaron Carter, chanteur, compositeur et acteur américain († 5 novembre 2022).
- 8 décembre : Denis Mirochnitchenko, Homme politique ukrainien.
- 18 décembre :
  - Miki Andō, patineuse artistique japonaise.
  - Miguel Palanca, footballeur espagnol.
- 19 décembre : Karim Benzema, footballeur français
- 23 décembre :
  - Andreas Engqvist, joueur de hockey sur glace suédois.
  - Taťána Kuchařová, Miss République tchèque et Miss Monde 2006.
- 24 décembre : Medhy Anthony, joueur français de volley-ball.
- 25 décembre :
  - Ceyhun Gülselam, footballeur turc.
  - Vítor Hugo Gomes da Silva, footballeur portugais.
- 28 décembre :
  - Taylor Ball, acteur américain.
  - Yui Okada, actrice, chanteuse japonaise.
- 29 décembre : Gary Chauvin, joueur français de volley-ball.
- 30 décembre :
  - Carolina Morán, mannequin mexicain.
  - Thomaz Bellucci, joueur de tennis brésilien.
  - Steeven & Christopher, duo de jumeaux humoristes français.
- 31 décembre :
  - Roland Lamah, footballeur belge.
  - Olli-Pekka Ojansivu, joueur finlandais de volley-ball.
  - Seydou Doumbia, footballeur ivoirien.

## Décès
- 1er décembre : Jean Avellaneda, joueur puis entraîneur français de football (° 11 octobre 1915).
- 2 décembre : Donn Eisele, astronaute américain (° 23 juin 1930).
- 9 décembre : François Gall, peintre français (° 22 mars 1912).
- 10 décembre : Jascha Heifetz, violoniste lituanien.
- 14 décembre : Copi dessinateur de BD, auteur dramatique, écrivain argentin (° 1939).
- 16 décembre: Abdallah Marjani
- 17 décembre :
  - Warne Marsh, saxophoniste de jazz américain (° 26 octobre 1927).
  - Marguerite Yourcenar, femme de lettres, première femme élue à l'Académie française (° 1903).
- 22 décembre : Paule Marrot, peintre française (° 17 avril 1902).
- 25 décembre : 
  - André Saint-Luc, comédien français à Couilly-Pont-aux-Dames.
  - Manolo González, matador espagnol (° 7 décembre 1929).